# You Better Know
《You Better Know》是韓國女子音樂組合Red Velvet首張韓語夏日迷你專輯《The Red Summer》的收錄曲，於2017年7月9日發行。

## 背景與構成
2017年6月23日，SM娛樂宣佈Red Velvet完成音樂錄像的拍攝工作，並將於七月攜新專輯回歸。隨著預告照及MV預告陸續公開，《You Better Know》於7月9日以數碼音源形式與專輯一同發行，並於7月10日以實體專輯形式發行。
《You Better Know》是一首明快而又清爽的電子流行歌曲，時長4分10秒，由Becky Jerams、Pontus Persson和Kanata Okajima製作，並由Lee Seu-ran、JQ和Choi Ji-hye負責詞曲。歌曲以A大調創作，每分鐘達120個節拍，藉著歌詞期盼帶給疲憊的人們勇氣和希望。

## 音樂錄像
由於主打曲《紅色味道》取得商業成功，官方於7月27日發布《You Better Know》的特別音樂錄像“The Red Summer Vacation”，作為送給粉絲的禮物，並展示了成員在假期中一起遊玩的片段。

## 宣傳
7月9日，在SBS《人氣歌謠》帶來《You Better Know》的初放送舞臺。另外，Red Velvet分別於單獨巡迴演唱會Red Room和La Rouge帶來歌曲的EDM混音版本，並於R to V和HAPPINESS: My Dear, ReVe1uv作為最後一首安可曲。

## 商業成績
歌曲發行後，便在韓國各大數碼音樂網站位列實時前十名。7月15日，《You Better Know》分別於Gaon單曲榜和數碼下載榜達到了第14名和第5名的峰值，是Red Velvet第九首進入前20名的歌曲，也是組合迄今為止排名最高的收錄曲。而且，歌曲擁有近120,000次下載，是她們目前最暢銷的收錄曲，超越首張正規專輯《The Red》收錄曲《Oh Boy》的記錄。此外，《You Better Know》亦於7月17日在韓國流行音樂百強榜排名第21位，並在Gaon單曲月榜中排名第73位。

## 製作人員
名單摘自《The Red Summer》唱片內頁文字說明。
- Red Velvet – 主唱、和聲
- Lee Seu-ran – 歌詞
- JQ – 歌詞
- Choi Ji-hye – 歌詞
- Becky Jerams – 製作、和聲
- Pontus Persson – 製作、編曲
- Kanata Okajim – 製作
- Yoo Ji-sang – 聲樂導演、錄音、音頻編輯
- Jeong Eun-kyung – 錄音
- Namkoong Jin – 音頻編輯、混音

## 排行榜

### 專輯週榜單
| 排行榜（2017）                        | 最高 排名 |
| ------------------------------------- | --------- |
| 韓國專輯榜（Gaon）                    | 14        |
| 韓國流行音樂百強榜（Billboard Korea） | 21        |

### 專輯月榜單
| 排行榜（2017）     | 最高 排名 |
| ------------------ | --------- |
| 韓國專輯榜（Gaon） | 73        |

## 發行歷史
| 發行地區 | 發行日期     | 發行形式             | 廠牌             |
| -------- | ------------ | -------------------- | ---------------- |
|          | 2017年7月9日 | 數位音樂下載、流媒体 | SM娛樂 Genie音樂 |
| 全球     | 2017年7月9日 | 數位音樂下載、流媒体 | SM娛樂 Genie音樂 |

## 外部連結
- SMTOWN Production - The Red Summer （页面存档备份，存于）